# Gary Hug
Gary Hug es un astrónomo aficionado estadounidense, descubridor de cometas y asteroides. Opera en el Observatorio Astronómico Farpoint y en el Observatorio Sandlot (H36), en Kansas. 
Entre 1998 y 2010 encontró en un total de 209 asteroides, 47 de los cuales fueron descubiertos junto con otros astrónomos.
Es el codescubridor, junto con Graham E. Bell, del cometa periódico 178P/Hug-Bell.
Recibió dos veces, en 2009 y 2018, la beca Gene Shoemaker NEO para mejorar las búsquedas de objetos cercanos a la Tierra. 

Hug también ha representado a la Liga de Astrónomos Amateur del Noreste de Kansas.
| Asteroides descubiertos: 209 | Asteroides descubiertos: 209 |
| ---------------------------- | ---------------------------- |
| (15992) Cynthia              | 18 de diciembre de 1998      |
| (18055) Fernhildebrandt      | 11 de octubre de 1999        |
| (22821) 1999 RS33            | 2 de septiembre de 1999      |
| (23989) Farpoynt             | 3 de septiembre de 1999      |
| (24265) Banthonytwarog       | 13 de diciembre de 1999      |
| (24305) Darrellparnell       | 26 de diciembre de 1999      |
| (24308) Cowenco              | 29 de diciembre de 1999      |
| (25594) Kessler              | 29 de diciembre de 1999      |
| (25595) 1999 YD9             | 29 de diciembre de 1999      |
| (26436) 1999 YV4             | 28 de diciembre de 1999      |
| (31664) Randiiwessen         | 8 de mayo de 1999            |
| (32165) 2000 NY5             | 9 de julio de 2000           |
| (32196) 2000 OK              | 19 de julio de 2000          |
| (33747) Clingan              | 14 de agosto de 1999         |
| (34872) 2001 UV2             | 20 de octubre de 2001        |
| (37162) 2000 WV9             | 22 de noviembre de 2000      |
| (38604) 1999 YJ4             | 27 de diciembre de 1999      |
| (40331) 1999 MS1             | 17 de junio de 1999          |
| (40437) 1999 RU33            | 6 de septiembre de 1999      |
| (40438) 1999 RV33            | 6 de septiembre de 1999      |
| (41057) 1999 VU22            | 12 de noviembre de 1999      |
| (42925) 1999 TC6             | 6 de octubre de 1999         |
| (43031) 1999 VY25            | 14 de noviembre de 1999      |
| (45178) 1999 XW143           | 13 de diciembre de 1999      |
| (45253) 1999 YU4             | 28 de diciembre de 1999      |
| (45255) 1999 YK13            | 31 de diciembre de 1999      |
| (48222) 2001 KJ42            | 19 de mayo de 2001           |
| (49300) 1998 VZ5             | 13 de noviembre de 1998      |
| (49705) 1999 VC19            | 11 de noviembre de 1999      |
| (49976) 1999 YR4             | 28 de diciembre de 1999      |
| (49977) 1999 YS4             | 28 de diciembre de 1999      |
| (50767) 2000 FV2             | 27 de marzo de 2000          |
| (50768) Ianwessen            | 27 de marzo de 2000          |
| (51569) 2001 HV3             | 18 de abril de 2001          |
| (53316) Michielford          | 9 de mayo de 1999            |
| (54439) Topeka               | 29 de junio de 2000          |
| (54801) 2001 MT17            | 24 de junio de 2001          |
| (56678) 2000 LR1             | 3 de junio de 2000           |
| (57471) 2001 SZ115           | 22 de septiembre de 2001     |
| (57538) 2001 TW13            | 12 de octubre de 2001        |
| (59829) 1999 RZ32            | 7 de septiembre de 1999      |
| (60268) 1999 XU38            | 6 de diciembre de 1999       |
| (61192) 2000 OU              | 23 de julio de 2000          |
| (62666) 2000 TA              | 1 de octubre de 2000         |
| (62992) 2000 WY9             | 23 de noviembre de 2000      |
| (68184) 2001 BO50            | 25 de enero de 2001          |
| (68472) 2001 SL282           | 28 de septiembre de 2001     |
| (71956) 2000 WH107           | 30 de noviembre de 2000      |
| (72054) 2000 YB8             | 21 de diciembre de 2000      |
| (72545) 2001 EP              | 3 de marzo de 2001           |
| (74592) 1999 PR4             | 15 de agosto de 1999         |
| (74593) 1999 PS4             | 15 de agosto de 1999         |
| (74595) 1999 QP              | 20 de agosto de 1999         |
| (74811) 1999 TH5             | 1 de octubre de 1999         |
| (75013) 1999 UJ4             | 29 de octubre de 1999        |
| (75071) 1999 VB19            | 11 de noviembre de 1999      |
| (75076) 1999 VE22            | 12 de noviembre de 1999      |
| (75551) 1999 YL4             | 27 de diciembre de 1999      |
| (77886) 2001 SN169           | 22 de septiembre de 2001     |
| (80993) 2000 EY26            | 7 de marzo de 2000           |
| (82186) 2001 HX24            | 28 de abril de 2001          |
| (82569) 2001 OG82            | 31 de julio de 2001          |
| (82654) 2001 PL13            | 12 de agosto de 2001         |
| (82655) 2001 PM13            | 12 de agosto de 2001         |
| (85877) 1999 CD8             | 13 de febrero de 1999        |
| (88240) 2001 CG21            | 2 de febrero de 2001         |
| (89843) 2002 CT58            | 13 de febrero de 2002        |
| (91529) 1999 RL193           | 13 de septiembre de 1999     |
| (91903) 1999 VA19            | 10 de noviembre de 1999      |
| (93963) 2000 XE              | 1 de diciembre de 2000       |
| (95471) 2002 EE              | 3 de marzo de 2002           |
| (97792) 2000 NG10            | 10 de julio de 2000          |
| (99562) 2002 FN5             | 16 de marzo de 2002          |
| (101615) 1999 CD9            | 14 de febrero de 1999        |
| (102218) 1999 TA6            | 5 de octubre de 1999         |
| (102219) 1999 TB6            | 6 de octubre de 1999         |
| (102625) 1999 VX27           | 15 de noviembre de 1999      |
| (105131) 2000 MD3            | 29 de junio de 2000          |
| (105538) 2000 RF39           | 5 de septiembre de 2000      |
| (106470) 2000 WU9            | 21 de noviembre de 2000      |
| (106845) 2000 YR14           | 24 de diciembre de 2000      |
| (108308) 2001 JO1            | 13 de mayo de 2001           |
| (109351) 2001 QX152          | 27 de agosto de 2001         |
| (109355) 2001 QC154          | 28 de agosto de 2001         |
| (109639) 2001 RA             | 2 de septiembre de 2001      |
| (111817) 2002 DF             | 16 de febrero de 2002        |
| (112498) 2002 PU11           | 8 de agosto de 2002          |
| (119472) 2001 UM16           | 25 de octubre de 2001        |
| (119903) 2002 EE6            | 12 de marzo de 2002          |
| (120299) 2004 JL28           | 9 de mayo de 2004            |
| (121072) 1999 DP3            | 17 de febrero de 1999        |
| (121184) 1999 NH             | 5 de julio de 1999           |
| (121764) 1999 YH13           | 31 de diciembre de 1999      |
| (122195) 2000 LU2            | 4 de junio de 2000           |
| (126173) 2002 AH9            | 11 de enero de 2002          |
| (126949) 2002 FL5            | 16 de marzo de 2002          |
| (127736) 2003 FN2            | 23 de marzo de 2003          |
| (128302) 2004 AR9            | 15 de enero de 2004          |
| (129828) 1999 PZ3            | 13 de agosto de 1999         |
| (130586) 2000 RG78           | 9 de septiembre de 2000      |
| (131155) 2001 CC10           | 2 de febrero de 2001         |
| (134520) 1999 PK3            | 12 de agosto de 1999         |
| (137812) 1999 YU14           | 31 de diciembre de 1999      |
| (139804) 2001 RH16           | 10 de septiembre de 2001     |
| (140260) 2001 SG263          | 25 de septiembre de 2001     |
| (142646) 2002 TG190          | 14 de octubre de 2002        |
| (142647) 2002 TH190          | 14 de octubre de 2002        |
| (146444) 2001 RB             | 2 de septiembre de 2001      |
| (148186) 2000 BG             | 16 de enero de 2000}         |
| (148485) 2001 JW             | 12 de mayo de 2001           |
| (153266) 2001 CH21           | 11 de febrero de 2001        |
| (153398) 2001 QQ108          | 19 de agosto de 2001         |
| (155835) 2000 YA8            | 21 de diciembre de 2000      |
| (165587) 2001 FW9            | 20 de marzo de 2001          |
| (169077) 2001 HT3            | 18 de abril de 2001          |
| (169260) 2001 SM169          | 22 de septiembre de 2001     |
| (172676) 2003 YD136          | 30 de diciembre de 2003      |
| (173444) 2000 LG3            | 5 de junio de 2000           |
| (176163) 2001 JV             | 12 de mayo de 2001           |
| (176412) 2001 VW1            | 9 de noviembre de 2001       |
| (177282) 2003 WQ151          | 28 de noviembre de 2003      |
| (177954) 2006 OA             | 16 de julio de 2006          |
| (178992) 2001 RM2            | 9 de septiembre de 2001      |
| (181886) 1999 RP32           | 9 de septiembre de 1999      |
| (182243) 2001 FV9            | 20 de marzo de 2001          |
| (185753) 1999 RM193          | 13 de septiembre de 1999     |
| (189041) 2000 OR2            | 24 de julio de 2000          |
| (189044) 2000 PB3            | 1 de agosto de 2000          |
| (192591) 1999 CE8            | 13 de febrero de 1999        |
| (194274) 2001 UL16           | 25 de octubre de 2001        |
| (194512) 2001 XR             | 7 de diciembre de 2001       |
| (195205) 2002 DH             | 16 de febrero de 2002        |
| (205538) 2001 SO169          | 22 de septiembre de 2001     |
| (208268) 2000 WC170          | 23 de noviembre de 2000      |
| (210917) 2001 SE263          | 25 de septiembre de 2001     |
| (211398) 2002 VN15           | 7 de noviembre de 2002       |
| (216935) 1999 RJ43           | 13 de septiembre de 1999     |
| (217770) 2000 RB8            | 2 de septiembre de 2000      |
| (222342) 2000 WX9            | 22 de noviembre de 2000      |
| (222548) 2001 VE4            | 11 de noviembre de 2001      |
| (225563) 2000 TL2            | 2 de octubre de 2000         |
| (228259) 1999 PL3            | 12 de agosto de 1999         |
| (229758) 2007 NG             | 7 de julio de 2007           |
| (231776) 1999 XM127          | 10 de diciembre de 1999      |
| (232885) 2004 XT3            | 4 de diciembre de 2004       |
| (233592) 2007 RT109          | 11 de septiembre de 2007     |
| (233722) 2008 SY151          | 30 de septiembre de 2008     |
| (235902) 2005 DC             | 16 de febrero de 2005        |
| (237053) 2008 SD149          | 28 de septiembre de 2008     |
| (237087) 2008 TJ1            | 2 de octubre de 2008         |
| (237796) 2002 BU20           | 21 de enero de 2002          |
| (239278) 2007 OP             | 17 de julio de 2007          |
| (239283) 2007 PG             | 3 de agosto de 2007          |
| (241115) 2007 PC2            | 7 de agosto de 2007          |
| (241409) 2008 US99           | 30 de octubre de 2008        |
| (242664) 2005 ST25           | 28 de septiembre de 2005     |
| (246641) 2008 YU8            | 22 de diciembre de 2008      |
| (247139) 2000 WP104          | 27 de noviembre de 2000      |
| (247346) 2001 VK             | 5 de noviembre de 2001       |
| (248967) 2007 AF             | 7 de enero de 2007           |
| (249032) 2007 TA             | 1 de octubre de 2007         |
| (249477) 2009 OJ1            | 18 de julio de 2009          |
| (253061) 2002 TV69           | 10 de octubre de 2002        |
| (256481) 2007 DU101          | 27 de febrero de 2007        |
| (256496) 2007 ES56           | 10 de marzo de 2007          |
| (256653) 2007 XM10           | 3 de diciembre de 2007       |
| (257206) 2008 UA             | 18 de octubre de 2008        |
| (257368) 2009 OO21           | 31 de julio de 2009          |
| (258167) 2001 SF116          | 22 de septiembre de 2001     |
| (258371) 2001 XS             | 7 de diciembre de 2001       |
| (259022) 2002 TF190          | 13 de octubre de 2002        |
| (263256) 2008 BB15           | 27 de enero de 2008          |
| (264026) 2009 QO11           | 22 de agosto de 2009         |
| (266608) 2008 LT16           | 14 de junio de 2008          |
| (269217) 2008 ND1            | 1 de julio de 2008           |
| (270179) 2001 SH263          | 25 de septiembre de 2001     |
| (270981) 2002 WN11           | 28 de noviembre de 2002      |
| (273996) 2007 OQ             | 17 de julio de 2007          |
| (274056) 2007 TP24           | 11 de octubre de 2007        |
| (275765) 2001 PT29           | 12 de agosto de 2001         |
| (278204) 2007 EH34           | 10 de marzo de 2007          |
| (278205) 2007 EJ34           | 10 de marzo de 2007          |
| (279131) 2009 QU39           | 21 de agosto de 2009         |
| (279849) 2000 YD8            | 21 de diciembre de 2000      |
| (281238) 2007 KQ             | 16 de mayo de 2007           |
| (281251) 2007 NT             | 9 de julio de 2007           |
| (284556) 2007 SD11           | 22 de septiembre de 2007     |
| (285781) 2000 WW9            | 22 de noviembre de 2000      |
| (286056) 2001 SK282          | 28 de septiembre de 2001     |
| (293584) 2007 JV2            | 9 de mayo de 2007            |
| (293625) 2007 MD4            | 17 de junio de 2007          |
| (293638) 2007 OR7            | 26 de julio de 2007          |
| (293723) 2007 RT13           | 11 de septiembre de 2007     |
| (293944) 2007 TQ18           | 9 de octubre de 2007         |
| (294511) 2007 XO10           | 3 de diciembre de 2007       |
| (295467) 2008 QH3            | 25 de agosto de 2008         |
| (296076) 2009 BZ7            | 22 de enero de 2009          |
| (296521) 2009 MZ8            | 29 de junio de 2009          |
| (297093) 2010 MD             | 16 de junio de 2010          |
| (298834) 2004 RT164          | 13 de septiembre de 2004     |
| (300759) 2007 VC234          | 9 de noviembre de 2007       |
| (300820) 2007 WV52           | 17 de noviembre de 2007      |
| (300845) 2007 YH3            | 17 de diciembre de 2007      |
| (300898) 2008 BC25           | 30 de enero de 2008          |
| (304821) 2007 RB             | 1 de septiembre de 2007      |
| (305845) 2009 EK3            | 15 de marzo de 2009          |
| (305871) 2009 FF1            | 17 de marzo de 2009          |
| (305882) 2009 FC17           | 20 de marzo de 2009          |
| (306056) 2010 GY28           | 8 de abril de 2010           |